# Eastern Parkway Line
De Eastern Parkway Line is een van de metrolijntrajecten van de metro van New York. De lijn met zeven stations ligt volledig op het grondgebied van de borough Brooklyn. Het is een van de trajecten van de A Division. De lijn is aangelegd door de IRT en loopt van Downtown Brooklyn oostwaarts naar Crown Heights. Na Crown Heights-Utica Avenue, wordt de spoorlijn een verhoogde lijn en gaat over in de New Lots Line richting station New Lots Avenue in New Lots (Brooklyn).
Het westelijke uiteinde van de Eastern Parkway Line is bij de Joralemon Street Tunnel onder de East River.
De Nostrand Avenue Line takt af van de Eastern Parkway Line.
 ·  ·  ·  ·  ·  ·  ·  ·  · 